# Байсаров, Руслан Сулимович
Руслан Сулимович Байса́ров (9 августа 1968, с. Пригородное, Чечено-Ингушская Автономная Советская Социалистическая Республика, РСФСР) — российский предприниматель. Владелец и председатель Совета директоров АО «Тувинская Энергетическая Промышленная Корпорация» (ТЭПК), основной акционер Группы компаний Бамтоннельстрой-Мост (до октября 2021 года — ГК СК МОСТ), председатель Совета директоров АО «БТС-МОСТ» (до октября 2021 года — АО «УСК Мост») с 2016 года.

## Детство
Родился 9 августа 1968 года в селе Пригородное Грозненского района Чеченской республики в многодетной семье Сулима и Касират Байсаровых. Представитель чеченского тейпа хачарой. Сам бизнесмен рассказывал, что родители его были небогаты, поэтому с детства ему приходилось зарабатывать деньги самому.

## Образование
После окончания школы в 1985 году приехал в Москву и поступил в Московский инженерно-строительный институт.
С 1986 по 1988 годы служил в ракетных войсках стратегического назначения, демобилизовался в звании старший сержант. После перевёлся в Грозненский нефтяной институт им. академика М. Д. Миллионщикова, окончил его в 1996 году по специальности «инженер-экономист».
В 2001 году получил степень магистра по социологии в Московском государственном университете.
В 2018 году Руслану Байсарову была присуждена учёная степень кандидата технических наук в Национальном исследовательском технологическом университете «МИСиС».

## Бизнес
Будучи студентом, заработал первые серьёзные деньги на продаже импортных компьютеров, адаптированных для русскоязычных пользователей.
Первым бизнес-проектом Байсарова был салон красоты в Центре международной торговли (ЦМТ) на Краснопресненской набережной в Москве. В 1997 году предприниматель вместе с режиссёром Федором Бондарчуком и актёром Степаном Михалковым создал компанию «Инфант силвер». В ЦМТ также находились один из первых в России японских ресторанов, ночной клуб, небольшое казино и внешняя парковка, принадлежащие Байсарову.
В конце 1990-х годов Руслан Байсаров занялся нефтяным бизнесом. У него была собственная розничная компания «Инфант», которая перерабатывала около 1,5 млн тонн нефти на Московском нефтеперерабатывающем заводе. Компания Байсарова обслуживала не только около двух тысяч заправок в России, но и различные бюджетные организации и государственные структуры. В этот период он стал вице-президентом Московской топливной ассоциации, в которую тогда входило более 50 организаций, реализующих 75 % объёма продаж на московском топливном рынке.
С 2001 по 2004 год — вице-президент ОАО «Московская нефтяная компания», созданного по распоряжению мэра Москвы в 1999 году в целях развития системы стабильного обеспечения качественными нефтепродуктами столицы. В 2004—2005 годах — вице-президент ОАО «Центральная топливная компания», в состав которого входил Московский нефтеперерабатывающий завод (МНПЗ), являющийся тогда основным поставщиком нефтепродуктов в московский регион. В 2005 году занимал пост председателя совета директоров ЗАО «МНК-АВТОКАРД».
В 2005 году Руслан Байсаров становится вице-президентом ОАО «Московская Нефтегазовая компания» (МНГК), с 2007 года — первым вице-президентом компании, под управлением которой находились ОАО «Московский нефтеперерабатывающий завод», ОАО «Моснефтепродукт» и ОАО «Московская топливная компания».
В 2008 году Байсаров приобрел права на часть активов нефтяной компании Sibir Energy. В 2010 году пакет Байсарова выкупила «Газпром нефть», оценив его боле чем в $740 млн.
В 2010—2011 годах занимал пост первого вице-президента ОАО «Центральная топливная компания».

### АО «ТЭПК» и железнодорожная ветка «Элегест — Кызыл — Курагино»
В 2013  году принадлежащая Руслану Байсарову АО «Тувинская Энергетическая Промышленная Корпорация» (АО «ТЭПК») приобрело лицензию на разработку крупнейшего в России Элегестского угольного месторождения общей площадью 84 км² с запасами в 855 млн тонн угля.
В апреле 2018 года Правительство Российской Федерации приняло распоряжение в соответствии с которым создание и эксплуатация железной дороги будет осуществляться в рамках концессии сроком на 30 лет. Для его реализации была создана компания АО "ТЭПК «Кызыл — Курагино», акционером которой является АО «ТЭПК». В целях реализации распоряжения Правительства Российской Федерации в мае 2018 года Российская Федерация в лице Федерального агентства железнодорожного транспорта и АО «ТЭПК „Кызыл-Курагино“» заключили концессионное соглашение на финансирование, создание и эксплуатацию объектов инфраструктуры железнодорожного транспорта общего пользования железнодорожной линии Элегест-Кызыл-Курагино.
В начале апреля 2019 года между АО «ТЭПК „Кызыл-Курагино“» и ОАО «РЖД» был подписан договор на проектирование и строительство железнодорожной ветки «Элегест — Кызыл — Курагино».
По словам министра экономического развития России Максима Орешкина, назначенного в конце марта 2019 года куратором Республики Тыва, «это крупнейший инвестиционный проект, который может серьёзно улучшить состояние Восточно-сибирского региона и создать большое количество новых рабочих мест».
Министр транспорта Евгений Дитрих считал, что ввод в эксплуатацию железнодорожной ветки позволит перевозить по ней около 15 млн тонн груза, а это означает «выход на экспортные рынки, с возможностью в последующем продолжить железную дорогу на территории сопредельных государств».
Несомненным плюсом проекта директор Фонда национальной энергетической безопасности Константин Симонов считает тот факт, что он позволяет «связать воедино огромные территории». Введение в эксплуатацию магистрали позволит теснее интегрировать Тыву в российское экономическое и культурное пространство, а также увеличит туристический поток в республику, отмечает исполнительный директор Центра политического анализа Вячеслав Данилов.
Проект комплексной разработки Элегестского месторождения также включает в себя строительство угольного портового терминала в Хабаровском крае.

### Группа компаний Бамтоннельстрой — Мост
В 2015 году Байсаров приобрел 25 % акций группы компаний СК Мост (с октября 2021 года — Группа компаний Бамтоннельстрой-Мост (ГК БТС-МОСТ), в 2016 году довел свою долю в компании до контрольной (56 %). В настоящее время он занимает пост председателя АО «БТС-МОСТ» (до октября 2021 года АО «УСК Мост»). Компания является подрядчиком в ряде крупных инфраструктурных строительных проектов.
В декабре 2016 года в Благовещенском районе Амурской области ГК СК Мост приступила к строительству вантового моста с двухполосной автодорогой Благовещенск-Хэйхэ через реку Амур. Вложения России в строительство оцениваются в 14 миллиардов рублей, Китая — 5,2 миллиарда. Общая протяженность моста c подходами 19,9 километров, из которых 13,4 км проходит по российской территории, 6,5 километра — по китайской. В конце 2019 года были закончены все работы, в мае 2020 года министерство строительства и жилищно-коммунального хозяйства РФ выдало официальное разрешение на ввод моста в эксплуатацию.
В начале 2020 года специалистами Группы компаний завершены основные работы по строительству первого железнодорожного моста через реку Амур, который соединит Россию и Китай (Нижнеленинское (ЕАО) — Тунцзян (КНР)). В настоящее время завершается создание пограничной и таможенной инфраструктуры.
Группа компаний «Бамтоннельстрой — Мост» является участником проекта модернизации БАМа и Транссиба и построила второй Байкальский тоннель, который увеличит пропускную способность участка в 2,5 раза, что позволит существенно расширить объёмы железнодорожных перевозок на северном ходу Восточно-Сибирской железной дороги и на Восточном полигоне в целом. В июле 2021 года президент РФ Владимир Путин дал старт движению по этому тоннелю.
С декабря 2021 года специалисты ГК БТС-МОСТ занимаются проходкой нового Дуссе-Алиньского железнодорожного тоннеля на участке Новый Ургал -Постышево Дальневосточной железной дороги в Хабаровском крае, призванного расширить очередной «узкий» участок БАМ. Ввод нового тоннеля в эксплуатацию снимет габаритные ограничения и позволит существенно увеличить пропускную способность на этом участке для перспективных грузопотоков в направлении морских портов.
С 2017 года Группа компаний занимается строительством большого (длиной 2936 метров) и малого (329 метров) виадуков на участке Стара Пазова — Нови Сад в рамках реконструкции и модернизации двухпутной железной дороги Белград — Государственная граница в Республике Сербия. В апреле 2020 года во время посещения строительной площадки президент Сербии Александр Вучич назвал один из виадуков «самым красивым» и выразил благодарность специалистам ГК БТС-МОСТ за профессионализм, заявив, что «мы строим здесь будущее, которое будет записано в истории».
В конце 2018 года мэр Москвы сообщил о завершении ГК СК Мост проходки двухпутного тоннеля на участке строящейся Некрасовской линии от станции метро «Окской» до станции «Стахановской». В дальнейшем специалисты Группы компаний построили двухпутный тоннель до станции «Нижегородская». В декабре 2021 года Группа компаний завершила проходку участка Большой кольцевой линии «Текстильщики» — «Печатники» — «Нагатинский затон».
С 2018 года ГК БТС-МОСТ вела работу по масштабному проекту перевода железнодорожного пути сахалинского региона Дальневосточной железной дороги с колеи 1067 мм на общесетевую колею 1520 мм. В декабре 2021 года Группа компаний окончательно завершила перешивку всех железнодорожных путей на российский стандарт на острове Сахалин.
В декабре 2018 года Группа компаний закончила запланированные работы в рамках строительства объектов морского арктического порта «Сабетта», который входит в масштабный проект «Ямал СПГ», предусматривающий запуск завода по сжижению природного газа на базе Южно-Тамбейского месторождения.

### Электронная коммерция
В 2016 году Байсаров предлагал создать общенациональную торговую площадку, схожую с китайской компанией Alibaba. По мнению бизнесмена, эта площадка должна была бы обеспечить прозрачность системы госзакупок, поддержку малого и среднего предпринимательства за счет предоставления через площадку доступа к зарубежным и российскому рынкам сбыта. Также Байсаров предлагал создать платежную систему, которая способна была бы конкурировать в РФ с Visa и MasterCard. Однако Минэкономразвития отклонило данное предложение, объяснив, что развивать электронную торговлю в России можно через существующие площадки, необходимости в создании новых нет.
В 2016 году Байсаров предоставил заем финтех-сервису PimPay, который помогает интернет-магазинам привлекать финансирование, осуществлять финансовые и бухгалтерские сверки с логистическими операторами, отслеживать своевременность доставки заказов и вести претензионно-розыскную работу с логистическими компаниями, в частности с Почтой России. В сентябре 2016 года основной владелец компании Е. Чернов передал свою долю (84,55 %) в залог Байсарову в обеспечение займа. По данным компании, в августе 2018 года, её услугами пользуются 2,5 тысячи интернет-магазинов, которые ежемесячно отправляют около 700 тысяч заказов покупателям на общую сумму свыше 3 млрд рублей.

## Международные санкции
Власти Великобритании, в июне 2022 года, после российского вторжения на Украину, ввели против него персональные санкции, обосновав своё решение тем, что он получает финансовую выгоду от поддержки власти РФ и её действий, работая на ключевых (руководящих) позициях секторах экономики России, представляющие стратегическую важность. Британские активы попавшего под санкции Байсарова будут заморожены. Ограничения также предполагают запрет на въезд в Великобританию.

## Собственность
Ежегодно входит в рейтинг Forbes «200 богатейших бизнесменов России» с состоянием, оцениваемым журналом в 2018 году в 900 млн долларов. К 2020 году Байсаров владел пятью квартирами и виллой в ОАЭ, на острове Пальм-Джумейра общей стоимость 10 млн. долларов

## Личная жизнь
Первой супругой Байсарова и матерью его дочери по имени Камилла, родившейся в 1993 году, была фотомодель Татьяна Ковтунова.
По утверждениям СМИ, в 1997 году Байсаров познакомился с Кристиной Орбакайте. Год спустя у них родился сын Дени. Пара рассталась в 2003 году. В 2009 году широкую огласку получила история с определением места жительства их 11-летнего сына Дени. Руслан Байсаров заявил, что имел серьёзные основания предполагать, что бывшая супруга Кристина Орбакайте, которая вышла замуж за американского гражданина, собралась увезти сына на ПМЖ в США. Орбакайте, в свою очередь, опасалась, что Дени увезут жить в Чечню. Байсаров заявил, что не собирается увозить сына в Чечню, объясняя это тем, что не хочет лишать сына матери и сам постоянно проживает в Подмосковье, а не в Чечне. В конечном итоге, стороны пришли к мировому соглашению, согласно которому Дени пребывает по собственному выбору в месте официального проживания одного из родителей.
Байсаров является давним другом главы Чечни Рамзана Кадырова, СМИ неоднократно называли Байсарова «кошельком» Кадырова[значимость факта?].